# Lehe (Dithmarse)
Pour les articles homonymes, voir Lehe.
Lehe est une commune allemande du Schleswig-Holstein, située dans le nord de l'arrondissement de Dithmarse (Kreis Dithmarschen), à 16 kilomètres au nord de la ville de Heide. Lehe est l'une des 34 communes de l'Amt Kirchspielslandgemeinden Eider dont le siège est à Hennstedt.